# Trichestra serrata
Trichestra serrata är en fjärilsart som beskrevs av George Francis Hampson 1909. Trichestra serrata ingår i släktet Trichestra och familjen nattflyn. Inga underarter finns listade i Catalogue of Life.